# Talsperre Chungju
Die Talsperre Chungju ist eine Talsperre mit Wasserkraftwerk in der Provinz Chungcheongbuk-do, Südkorea. Sie staut den Hangang zu einem Stausee auf. Das zugehörige Kraftwerk hat eine installierte Leistung von 400 MW. Ungefähr 6 km südwestlich der Talsperre liegt die Stadt Chungju.
Die Talsperre wurde von 1978 bis 1985 errichtet. Sie dient neben der Stromerzeugung auch dem Hochwasserschutz und der Trinkwasserversorgung. Die Talsperre ist im Besitz der Korea Water Resources Corporation.

## Absperrbauwerk
Das Absperrbauwerk ist eine Gewichtsstaumauer aus Beton mit einer Höhe von 97,5 (bzw. 98) m. Die Länge der Mauerkrone beträgt 447 m. Das Volumen des Bauwerks beträgt 902.000 (bzw. 926.000) m³.

## Stausee
Bei Vollstau erstreckt sich der Stausee über eine Fläche von rund 50,8 (bzw. 66,48) km² und fasst 2,75 Mrd. m³ Wasser; damit ist er der größte See Südkoreas.

## Kraftwerk
Das Kraftwerk verfügt über eine installierte Leistung von 400 (bzw. 412) MW. Jede der 4 Maschinen des Kraftwerks leistet maximal 100 MW. Das Maschinenhaus befindet sich auf der rechten Flussseite am Fuß der Staumauer.

## Auswirkungen auf die Tierwelt
Durch den Bau der Talsperre entstand ein Stausee, der eine 20 Meter höher gelegene 200 Meter lange Kalksteinhöhle, die Cheongpungpunghyeol-Höhle, überschwemmt hat. In dieser Höhle, und weltweit nur in dieser Höhle, lebte der endemische blinde Stachelkäfer Coreoblemus parvicollis, der dadurch ausgestorben ist.